# Maria Keohane
Pour les articles homonymes, voir Keohane.
Maria Keohane (née le 13 mai 1971 à Manchester) est une  soprano, chanteuse d'opéra suédoise.

## Biographie et activités
Née en 1971 à Manchester, elle grandit en Suède. Elle est étudiante à l'Université de Göteborg et à l'Académie Royale de Copenhague. Sa voix  de soprano lui permet  d'interpréter un large éventail de styles musicaux de la musique ancienne et baroque à la musique contemporaine. Elle s'exprime  à travers  l'oratorio (Bach, Haendel,Mozart). Spécialisée en musique  ancienne, elle  participe au projet de  CD Pure Handel  en collaboration avec l'Orchestre baroque de l'Union européenne. 
On la retrouve à l'opéra, notamment dans des œuvres de Mozart et Monteverdi. En 2016, elle se produit dans The Fairy Queen  de Purcell au Théâtre royal danois à Copenhague.   
En 2017, elle participe aux interprétations de l'Orchestre philharmonique de Londres, du Ricercar Consort, de l 'Orchestre baroque de l'Union européenne, de la Société Bach des Pays-Bas et de l'Ensemble baroque de Drottningholm.

## Discographie
- Magnificat, Johann Sebastian Bach / Maria Keohane, Anna Zander, Carlos Mena, Hans Jörg Mammel, Stephan Macleod, Francis Jacob, Ricercar Consort, Philippe Pierlot, Mirare  2009
- Passion Selon Saint Jean Bach* – Maria Keohane, Carlos Mena, Hans Jörg Mammel, Ricercar Consort, Jan Kobow, Matthias Vieweg, Stephan Macleod, Ricercar Consort, Philippe Pierlot   BWV 245,  Mirare-MIR 136  2011
- Mass In B Minor, Johann Sebastian Bach - Maria Keohane, Joanne Lunn, Alex Potter, Jan Kobow, Peter Harvey, Concerto Copenhagen, Lars Ulrik Mortensen   777-851  2015
- Membra Jesu nostri, Dietrich Buxtehude - Maria Keohane, Hanna Bayodi-Hirt, Carlos Mena, Jeffrey Thompson, Matthias Vieweg, Ricercar Consort, Philippe Pierlot 2018

## Prix et distinctions
- 2000 : Prix de la soliste la plus prometteuse au Concours International  Van Wassenaer.
- 2005 : Prix Reumert  pour l'interprétation du rôle d'Armida dans Rinaldo de Georg Friedrich Haendel.
- 2013 : lauréate du Prix allemand de la Critique du disque avec l'ensemble belge, Ricercar Consort pour l'enregistrement des Concerts spirituels de Matthias Weckmann.
- 2014 : lauréate du prix Jussi Björling.